# Ludwig Renn

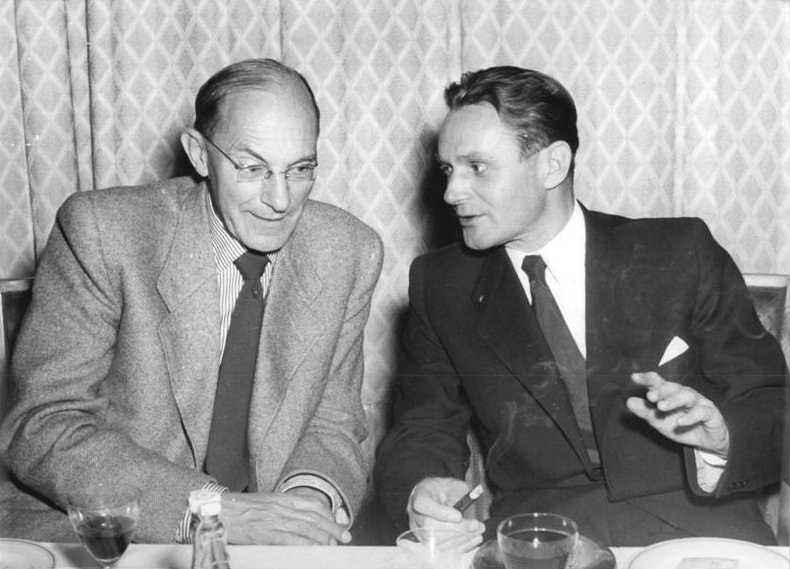
Ludwig Renn (links), 1954

Ludwig Renn (Dresden, 22 april 1889  -  Oost-Berlijn,  21 juli 1979) (werkelijke naam Arnold Friedrich Vieth von Golßenau) was een  Duitse schrijver. 
Ludwig Renn is afkomstig uit de Saksische adel die haar basis had in Golßen (Niederlausitz). Zijn moeder, Bertha Julie geboren Raspe (1867-1949), was van burgerlijke afkomst. Via zijn vader, Johann Carl Vieth von Golßenau (1856-1938), hoogleraar wiskunde en opvoeder aan het Dresdense koningshof, had hij een vriendschappelijke relatie met de Saksische kroonprins, Georg Friedrich August van Saksen. In 1910 begon Ludwig Renn als officier in het Duitse leger.  
Van 1914 tot 1918 vocht hij tijdens de Eerste Wereldoorlog als bataljonscommandant aan het westelijk front. Na de oorlog was hij kapitein van de Dresdner veiligheidspolitie. In 1920 weigerde hij in de loop van de Kapp-putsch op revolutionaire arbeiders te schieten en verliet kort daarna de dienst. Hij reisde van 1920 tot 1923 en studeerde in Göttingen en München recht, economie, kunstgeschiedenis en Russische filologie.
In 1923 werd hij tijdens de inflatie kunsthandelaar in Dresden. In 1926 maakte hij een wandeltocht door Zuid-Europa en het Midden-Oosten. In 1927 voltooide hij in Wenen zijn studies Archeologie en Oost-Aziatische geschiedenis. In datzelfde jaar keerde hij terug naar Duitsland en hield lezingen over de Geschiedenis van China. In 1928 publiceerde hij zijn eerste boek Krieg ("oorlog"), een beroemde, veel gelezen, sobere anti-oorlogsroman.
Na zijn toetreding tot de KPD en Roter Frontkämpferbund was hij tevens de secretaris van de bond van proletarisch-revolutionaire schrijvers en redacteur van de communistische literaire tijdschriften Linkskurve en Aufbruch.
Zijn boeken Nachkrieg (1930) en Rußlandfahrten (1932) maakten van hem de belangrijkste Duitse communistische schrijver van het interbellum. In maart 1933 na de Rijksdagbrand werd hij door Gestapo-chef Rudolf Diels als gevolg van de Verordening van de Rijkspresident voor de bescherming van volk en staat samen met Carl von Ossietzky en Ernst Torgler buiten de wet gesteld.
In 1936 ging hij naar Spanje waar hij van juli 1936 in de Spaanse Burgeroorlog de Republikeinen steunde in het Thälmannbataljon. Vanaf november 1936 werkte hij bij de Generale Staf van de elfde Internationale Brigade.
Na de nederlaag van de Republikeinen in Spanje vertrok Renn via Engeland en Amerika  in ballingschap naar Mexico waar hij als voorzitter van het Nationalkomitee Freies Deutschland werkzaam was en de wereldtaal Esperanto bevorderde. Naar Duitsland kwam Renn terug in 1947: hij vestigde zich in de Sovjet-bezettingszone in Duitsland en hij werd lid van de SED.  
Hij werkte bij de Technische Universiteit Dresden en de Humboldtuniversiteit in Berlijn. Vanaf 1952 schreef hij als freelance schrijver boeken over militaire geschiedenis, politieke verhandelingen en reis- en kinderboeken.  
De homoseksuele Renn woonde vanaf zijn terugkeer uit Mexico samen met Max Hunger. Vanaf 1949 tot aan zijn dood woonde hij met Hans Pierschel en Max Hunger in Berlin-Kaulsdorf. Zij werden in een gemeenschappelijk graf op het Zentralfriedhof Friedrichsfelde in Berlijn begraven. In Berlin-Marzahn is de Ludwig-Renn-Straße naar hem vernoemd.

## Werk van Ludwig Renn
- Krieg. Frankfurt/Main, Frankfurter Societäts-Druckerei (1928)
- Nachkrieg. Berlin, Agis-Verlag 1930
- Russlandfahrten. Berlin, Lasso-Verlag 1932
- Vor großen Wandlungen. Zürich, Verlag Oprecht 1936
- Adel im Untergang. Mexico, Editorial „El Libro Libre“ 1944
- Morelia. Eine Universitätsstadt in Mexiko. Berlin, Aufbau-Verlag 1950
- Vom alten und neuen Rumänien. Berlin, Aufbau-Verlag 1952
- Trini. Die Geschichte eines Indianerjungen. Berlin, Kinderbuchverlag 1954
- Der spanische Krieg. 1956, : Verlag Das Neue Berlin, 2006 ISBN 978-3-360-01287-6
- Der Neger Nobi. 1955, : Eulenspiegelverlag, Berlin 2001 ISBN 3-359-01427-8
- Herniu und der blinde Asni. 1956
- Krieg ohne Schlacht. 1957
- Meine Kindheit und Jugend. 1957
- Herniu und Armin. 1958
- Auf den Trümmern des Kaiserreiches. Berlin, Aufbau-Verlag 1961
- Camilo. 1963
- Inflation. 1963
- Zu Fuss zum Orient. 1966
- Ausweg. 1967
- Krieger, Landsknecht und Soldat (samen met Helmut Schnitter). Der Kinderbuchverlag Berlin 1976
- Anstöße in meinem Leben. 1980, postume autobiografie

- Biblioteca Nacional de España: XX1414714
- Bibliothèque nationale de France: cb11990387f (data)
- Gemeinsame Normdatei: 118599720
- International Standard Name Identifier: 0000 0001 2103 9316
- Library of Congress Control Number: n81040647
- Nationale Bibliotheek van Letland: 000056970
- MusicBrainz: e29ed39e-8638-4153-9017-7256ed111ebe
- Bibliotheek van het Japanse parlement: 00550954
- Nationale Bibliotheek van Tsjechië: jn20000604618
- Nationale bibliotheek van Australië: 36358887
- Nationale Bibliotheek van Israël: 987007267033905171
- Nationale Bibliotheek van Polen: a0000002702628
- Nationale en Universitaire bibliotheek Zagreb: 000058624
- Nederlandse Thesaurus van Auteursnamen: 068544197
- Réseau des bibliothèques de Suisse occidentale: 02-A003738380
- LIBRIS: 310255
- SNAC: w6ks8hf3
- Système universitaire de documentation: 027975630
- Virtual International Authority File: 114129978
- WorldCat: E39PBJvxywgHygfDXfhbK8H9jC